# Oz (Band)
Oz (Eigenschreibweise OZ) ist eine Heavy-Metal-Band aus Nakkila, Finnland. Sie wurde ursprünglich 1977 gegründet, trennte sich 1991 und formierte sich 2010 neu.

## Geschichte
Seit 1983 war Oz hauptsächlich in Schweden aktiv, da die Bandmitglieder nach der Veröffentlichung ihres zweiten Albums nach Stockholm zogen. Nach der Trennung der Band 1991 wurde sie 2010 vom Schlagzeuger Mark Ruffneck, dem Bassisten und Haupt-Songwriter Jay C. Blade und dem Sänger Ape De Martini neu formiert. Die aktuelle Besetzung (2021) besteht aus Mark Ruffneck (Schlagzeug), Peppi Peltola (Bass, Gesang), Vince Koivula (Gesang, Melody Bank), Juzzy Kangas (Gitarre, Gesang) und Johnny Cross (Gitarre, Gesang). Damit ist Ruffneck das einzige noch aktive Gründungsmitglied.

## Diskografie

### Studioalben
- 1982: Heavy Metal Heroes (OZ)
- 1983: Fire in the Brain
- 1984: III Warning
- 1986: ...Decibel Storm...
- 1991: Roll the Dice
- 2011: Dominator (Promo-CD)
- 2011: Burning Leather
- 2017: Transition State
- 2020: Forced Commandments

### EPs
- 1984: Turn the Cross Upside Down

### Singles
- 1982: Second-Hand Lady / Rather Knight
- 2011: Dominator
- 2012: The Show Must Go On / Signs from the Dead

### Kompilationen
- 1987: III Warning + ...Decibel Storm...
- 2012: Vinyl Tracks